# Ketevan
Albums de Katie Melua
Secret Symphony
(2012) In Winter
(2016)
Ketevan est le sixième album studio de la chanteuse britannico-géorgienne Katie Melua, sorti au Royaume-Uni le 16 septembre 2013 par Dramatico . Ketevan est le prénom géorgien de la chanteuse, qu'elle a reçu à la naissance avant de choisir Katie comme nom de scène.

## Promotion
Le premier single faisant la promotion de l'album, I Will Be There, est sorti le 12 juillet 2013  avec un clip vidéo de la version avec orchestre de la chanson. 
Un clip vidéo pour Love is a silent thief a été diffusé sur YouTube le 13 septembre 2013. Celui pour The Love I'm Frightened Of est sorti le 7 octobre.

## Listes des chansons
| 1.    | Never Felt Less Like Dancing | 4:12 |
| 2.    | Sailing Ships from Heaven    | 5:01 |
| 3.    | Love Is a Silent Thief       | 3:00 |
| 4.    | Shiver and Shake             | 2:59 |
| 5.    | The Love I'm Frightened Of   | 3:35 |
| 6.    | Where Does the Ocean Go?     | 3:37 |
| 7.    | Idiot School                 | 3:35 |
| 8.    | Mad, Mad Men                 | 3:21 |
| 9.    | Chase Me                     | 3:41 |
| 10.   | I Never Fall                 | 2:46 |
| 11.   | I Will Be There              | 4:18 |
| 40:10 |                              |      |

| 12. | I Never Fall (Strings Version) | 2:45 |

## Musiciens
- Katie Melua – chant
- Tim Harries – basse
- Mike Batt – piano, accordéon, harmonium, voix additionnelle
- Dan Hawkins – basse
- Luke Batt – guitare, piano, batterie, percussion
- Joe Yoshida – batterie
- Henry Spinetti – batterie, percussion
- Chris Spedding – guitare
- Freddie Hill – batterie
- Paul Stevens – clarinette
- John Parricelli – ukulélé, guitare, banjo
- Paul Jones – harmonica
- Fabien Taverne – ukulélé